# 河合平蔵

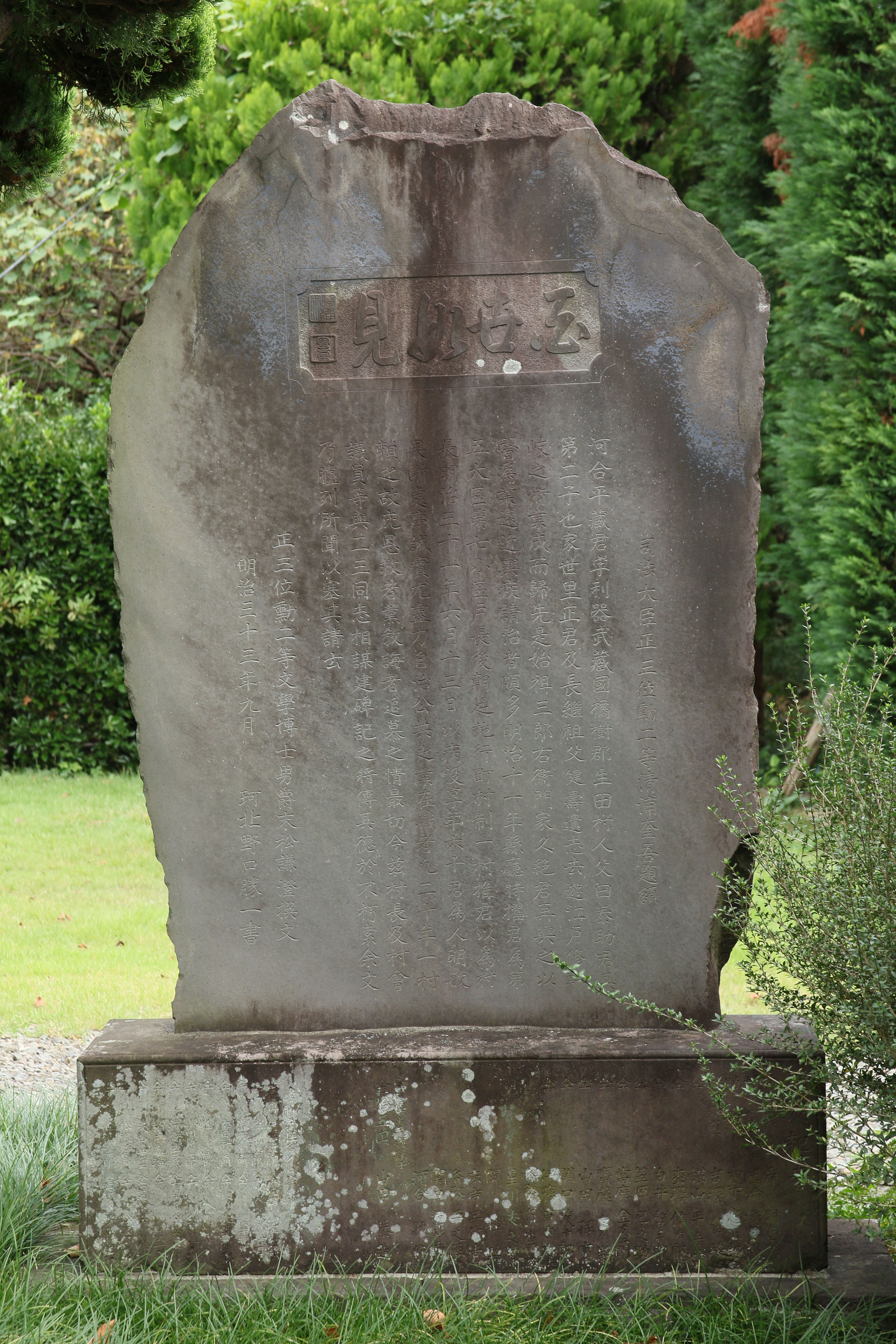
川崎市多摩区長沢の盛源寺にある、河合平蔵の顕彰碑。題額「国世如見」は清浦奎吾による揮毫、末松謙澄による撰文は野口勝一が揮毫。

河合 平蔵（かわい へいぞう、1838年9月11日〈天保9年7月23日〉 - 1898年〈明治31年〉6月13日）は、明治時代の神奈川県の医者、自由民権運動家、生田村長。武蔵国橘樹郡五反田村（現在の神奈川県川崎市多摩区）出身。「正流」と号する俳人でもあった。

## 経歴
1838年9月11日（天保9年7月23日）、武蔵国橘樹郡五反田村（現在の神奈川県川崎市多摩区）に生まれる。江戸時代の河合家は五反田村の年寄役を代々務めていた。
1855年（安政2年）、18歳のときに江戸に出て高崎藩医・山田昌栄の家塾に入門する。1863年（文久3年）に村に帰り医者として開業し、1865年（慶応元年）に本家の徳次郎から分家を許される。
明治時代初期の大区小区制のもとで、1875年（明治8年）に第5大区第7小区の書記となり、1878年（明治11年）に第5大区第7小区の戸長となる。同年11月に郡区町村編制法が施行され大区小区制が廃止されると、1879年（明治12年）2月に旧・第5大区第7小区の生田村、金程村、高石村、細山村の戸長に選任された。
1880年（明治13年）以降、神奈川県（当時は三多摩を含む）では自由民権運動の結社が多く組織されるようになる。
1880年12月5日、武蔵六郡（北多摩・南多摩・西多摩・橘樹・都筑・久良岐）の懇親会が北多摩郡の高安寺で開催された。その広告に、同郡の上田忠一郎、鈴木久弥、池上幸操、鈴木直成とともに仮幹事として名を連ねた。
1881年（明治14年）2月11日に郡長の松尾豊材を会主として神奈川台の田中楼で開催された橘樹郡親睦会では、添田知義、鈴木直成らとともに幹事を務めた。7名いた幹事はいずれも戸長であった。橘樹郡親睦会は1885年（明治18年）まで毎年2月に開催された。
1882年（明治15年）12月には、井田文三を会主として組織された頼母子懇談会に参加した。同会は集会条例によって禁止されたため通常頼母子講と改め、頼母子講によって資金を得ながら講中で演説会を開くという運営方法を用いた。
1887年（明治20年）12月に施行された保安条例による集会の規制は催しの企画にも影響し、生田村ほか3ヶ村の連合戸長だった河合平蔵は、句会の開催可否について溝口警察分署に問い合わせたほどである。
1889年（明治22年）2月11日に大日本帝国憲法が公布されると、生田小学校で憲法祝賀式典が開催された。雪のため翌12日に順延された式典では、戸長の河合平蔵が祝辞を述べた。4月1日、町村制の施行に伴い、生田村に金程村、高石村、細山村が合併して新しい生田村となり、その初代村長に就任する。
村長在職中の1898年（明治31年）、病気のため駿河台の佐藤病院に入院し、退院して自宅に戻っていた6月13日に死去した。享年60。辞世の句は「幸ひに 都へかへる 梅雨の旅」。平蔵の次男・立蔵の妻の話では、死に際に「自分の子孫は絶対に政治には手を出すな」と遺言し、立蔵は残された家屋敷を売却しなければならなかったという。
1901年（明治34年）、長沢の盛源寺で河合平蔵の顕彰碑が建碑披露され、『河合正流居士建碑披露兼追福句集』が刊行された。